# Rolf Kanies
Rolf Kanies (ur. 21 grudnia 1957 w Bielefeld) – niemiecki aktor teatralny, telewizyjny i filmowy.

## Życiorys
Kształcił się w szkole aktorskiej w Bochum i następnie na Uniwersytecie Sztuk Pięknych w Berlinie. Przez wiele lat występował jako aktor teatralny w Niemczech, Austrii i Szwajcarii, między innymi odtwarzając główne role w adaptacjach sztuk Williama Szekspira. Pod koniec lat 90. zaczął grać w serialach i filmach telewizyjnych. W 2002 wcielił się w postać Adolfa Hitlera w dramacie sportowym Joe i Max, w którym główne role zagrali Til Schweiger, Leonard Roberts i Peta Wilson. Dwa lata później pojawił się jako generał Hans Krebs w nominowanym do Oscara Upadku. Wystąpił też w nagradzanej produkcji Kobieta w Berlinie, którą wyreżyserował Max Färberböck.

## Wybrana filmografia
- 2000: Lexx (serial TV)
- 2001: Nichts bereuen
- 2002: Joe i Max (film TV)
- 2004: Komisarz Rex (serial TV)
- 2004: München 7 (serial TV)
- 2004: Upadek
- 2006: Die Sturmflut (film TV)
- 2006: Konklawe
- 2007: KDD – Kriminaldauerdienst (serial TV)
- 2007: Pastewka (serial TV)
- 2007: Telefon 110 (serial TV)
- 2008: 10 Sekunden
- 2008: Die Bienen – Tödliche Bedrohung (film TV)
- 2008: Kobieta w Berlinie
- 2008: Kod Biblii (film TV)
- 2009: Die kluge Bauerntochter (film TV)
- 2009: Mein Flaschengeist und ich (film TV)
- 2009: The Countess
- 2010: 380.000 Volt – Der große Stromausfall (film TV)
- 2010: Alpha 0.7 – Der Feind in dir (serial TV)
- 2011: Der Kriminalist (serial TV)